# Батохромний зсув
Батохро́мний зсув, батохро́мний ефе́кт (рос. батохромный сдвиг спектра, англ. bathochromic spectral shift; з Грецької βαθύς bathys, «глибина», та χρῶμα chrōma, «колір») — зміна позиції піку в абсорбційному, емісійному, трансемісійному чи розсіювальному спектрах молекули в область довших хвиль (з меншою частотою і меншою енергією коливань). Явище може бути спричинене дією розчинника, температури, pH, введенням замісників, тощо.
Термін має альтернативну назву червоний зсув, на противагу гіпсохромному зсуву — синьому.
Батохромна група — атом чи група, що, будучи введеною в молекулу органічної речовини, зсуває спектр поглинання чи випромінення в бік довших хвиль.